# (500257) 2012 KQ46
(500257) 2012 KQ46 es un asteroide perteneciente al cinturón de asteroides, descubierto el 30 de enero de 2011 por el equipo del Pan-STARRS desde el Observatorio de Haleakala, Hawái, Estados Unidos.

## Designación y nombre
Designado provisionalmente como 2012 KQ46.

## Características orbitales
2012 KQ46 está situado a una distancia media del Sol de 2,743 ua, pudiendo alejarse hasta 3,219 ua y acercarse hasta 2,267 ua. Su excentricidad es 0,173 y la inclinación orbital 9,372 grados. Emplea 1659,98 días en completar una órbita alrededor del Sol.
Los próximos acercamientos a la órbita de Júpiter se producirán el 18 de septiembre de 2037, el 27 de julio de 2096 y el 6 de junio de 2155, entre otros.

## Características físicas
La magnitud absoluta de 2012 KQ46 es 16,8.